# Shaun Want
Shaun Want (Rutherglen, 9 febbraio 1997) è un calciatore scozzese, difensore del Larne.

## Carriera
Tra il 2016 ed il 2022 ha giocato complessivamente 47 partite nella prima divisione scozzese con l'Hamilton Academical, trascorrendo poi anche una mezza stagione in prestito al Peterhead in terza divisione. Nell'estate del 2022 si è trasferito ai nordirlandesi del Larne, con cui al suo primo anno nel club ha vinto il campionato (peraltro il primo nella storia del club).

## Statistiche

### Presenze e reti nei club
Statistiche aggiornate al 4 agosto 2020.
| Stagione                   | Squadra                    | Campionato                 | Campionato | Campionato | Coppe nazionali | Coppe nazionali | Coppe nazionali | Coppe continentali | Coppe continentali | Coppe continentali | Altre coppe | Altre coppe | Altre coppe | Totale | Totale | Totale |
| Stagione                   | Squadra                    | Comp                       | Pres       | Reti       | Comp            | Pres            | Reti            | Comp               | Pres               | Reti               | Comp        | Pres        | Reti        | Pres   | Reti   |        |
| -------------------------- | -------------------------- | -------------------------- | ---------- | ---------- | --------------- | --------------- | --------------- | ------------------ | ------------------ | ------------------ | ----------- | ----------- | ----------- | ------ | ------ | ------ |
| 2016-2017                  | Hamilton Academical        | SP                         | 2          | 0          | SC+CdL          | 0+0             | 0               | -                  | -                  | -                  | -           | -           | -           | 38     | 2      |        |
| 2017-2018                  | Hamilton Academical        | SP                         | 13         | 0          | SC+CdL          | 0+1             | 0+2             | -                  | -                  | -                  | -           | -           | -           | 14     | 2      |        |
| 2018-2019                  | Hamilton Academical        | SP                         | 10         | 0          | SC+CdL          | 0+2             | 0               | -                  | -                  | -                  | -           | -           | -           | 12     | 0      |        |
| 2019-2020                  | Hamilton Academical        | SP                         | 11         | 1          | SC+CdL          | 0+2             | 0               | -                  | -                  | -                  | -           | -           | -           | 13     | 1      |        |
| 2020-2021                  | Hamilton Academical        | SP                         | 1          | 0          | SC+CdL          | 0+0             | 0               | -                  | -                  | -                  | -           | -           | -           | 1      | 0      |        |
| Totale Hamilton Academical | Totale Hamilton Academical | Totale Hamilton Academical | 37         | 1          |                 | 5               | 2               |                    | -                  | -                  |             | -           | -           | 42     | 3      |        |
| Totale carriera            | Totale carriera            | Totale carriera            | 37         | 1          |                 | 5               | 2               |                    | -                  | -                  |             | -           | -           | 42     | 3      |        |

## Palmarès

### Club

#### Competizioni nazionali
- Campionato nordirlandese: 2

Larne: 2022-2023, 2023-2024
- IFA Charity Shield: 1

Larne: 2024